# Val-de-Cognac
Val-de-Cognac è un comune francese di 3.479 abitanti situato nel dipartimento della Charente nella regione della Nuova Aquitania. È stato istituito il 1 gennaio 2024 dalla fusione dei precedenti comuni di Cherves-Richemont e Saint-Sulpice-de-Cognac.